# عشق دیوانه‌وار (مجموعه تلویزیونی)
عشق دیوانه‌وار (کره‌ای: 크레이지 러브; لاتین‌نویسی اصلاح‌شده: Keuleiji Leobeu; انگلیسی: Crazy Love) یک مجموعهٔ تلویزیونی کره جنوبی سال ۲۰۲۲ با بازی کیم جه ووک، کریستال جانگ و ها جون است. این مجموعه از ۷ مارس تا ۲۶ آوریل ۲۰۲۲، روزهای دوشنبه و سه‌شنبه ساعت ۲۱:۳۰ (کی‌اس‌تی) از کی‌بی‌اس۲ برای ۱۶ قسمت پخش شد. عشق دیوانه‌وار در ابتدا قرار بود که به عنوان یک مجموعهٔ اصلی آی‌چی‌یی منتشر شود، اما به جای آن برای استریم در مناطق منتخب در دیزنی پلاس در دسترس قرار گرفت.

## خلاصهٔ داستان
عشق دیوانه‌وار داستان نو گو-جین (کیم جه ووک) را بازگو می‌کند که مدیرعامل GOTOP، یک مؤسسه تاپ ریاضی در کره جنوبی است که پس از این که به مرگ تهدید شد، تظاهر به یادزدودگی می‌کند و داستان لی شین-آه (کریستال جانگ) را بازگو می‌کند که منشی درونگرا و آرام نو گو-جین است و زمان زیادی برای زندگی ندارد. شین-آه به خاطر اینکه می‌داند گو-جین یادزدودگی دارد، خود را نامزد او معرفی می‌کند.

## بازیگران

### اصلی
- کیم جه ووک در نقش نو گو-جین[۲]

بهترین مدرس ریاضی کره و مدیرعامل مؤسسه آموزشی GOTOP.
- کریستال جانگ در نقش لی شین-آه[۲]

منشی نو گو-جین.
- ها جون در نقش اوه سه-گی[۶]

معاون خوش‌تیپ رئیس در مؤسسه آموزشی GOTOP.